# 趙澍
趙澍（1904年—1965年），別號公望。雲南省保山縣人。民國38年（1949年）在雲南省第三選區遞補當選第一屆立法委員。

## 生平[2][3]
- 國立東南大學分設上海商科大學畢業
- 美國密西根大學經濟學碩士學位，復入普林斯頓大學攻讀博士，因國內公費停發，入紐約某中文報社任編輯，并轉入哥倫比亞大學，又去英國皇家社會學院
- 英國倫敦大學經濟學院研究員
- 上海暨南大學、同濟大學、雲南大學教授
- 民國24年4月12日，試署江蘇淮安縣縣長[4]，民國24年11月21日免[5]
- 民國26年8月2日，任浙江省政府民政廳祕書[6]，民國27年9月19日免[7]
- 民國27年7月12日，任國民政府內政部祕書[8]，民國28年4月24日免[9]
- 中國國民黨雲南省黨部書記長
- 雲南省人民企業公司協理、代總經理
- 第二、三、四屆國民參政會參政員
- 制憲國民大會代表
- 遞補當選立法委員[10]
- 1949年後，任雲南省人民政府顧問，雲南革大雲南分校高級研究班學習，1964年到省政協文史資料委員會編寫資料
- 1965年病逝於昆明